# José Duarte (radialista)
José Duarte GOM (Lisboa, 1938 – Lisboa, 30 de março de 2023) foi um locutor de rádio, critico e um dos maiores divulgadores do jazz em Portugal. Condecorado pelo governo português, criou o programa de rádio 5 Minutos de Jazz, que em 2023 era o programa mais antigo da rádio portuguesa.

## Biografia
José Duarte, que se auto-denominava de Jazzé, nasceu em Lisboa, nos finais da década de 30, no Bairro Alto. 
Inscreve-se no curso de economia mas acaba por desistir por faltar muito às aulas e aos exames e vai trabalhar como oficial de tráfego na TAP. Aproveita o facto desta oferecer bilhetes aos trabalhadores para viajar até cidades como Paris, Londres e Nova Iorque. Lá comprava livros, discos, ouvia jazz e via filmes proibidos em Portugal pela ditadura. 
Com apenas 20 anos junta-se a outros estudantes universitários, entre eles, Raul Calado, a Pedro Valente Pereira, Raul Vaz Bernardo, Hélder Leitão e ajuda a fundar o Clube Universitário de Jazz de Lisboa (CUJ), em 1958.  Localizado a poucos metros do Hot Club de Portugal, na Praça da Alegria, tornou-se num ponto e encontro de estudantes da Casa do Império, membros da Frelimo, do MPLA. Três anos mais tarde o clube acabaria por ser fechado pela policia portuguesa.  É também em 1958 que se estreia como locutor de rádio na Rádio Universidade, com Jazz, Esse Desconhecido, o primeiro programa dedicado a este estilo musical; e em 1960, escreve o seu primeiro texto no Diário de Lisboa. 
É João Martins, seu amigo de infância e radialista na Rádio Renascença que lhe propõe a criação de uma rubrica dedicada ao jazz no seu programa 23 Hora. Este convite leva à criação o programa 5 Minutos de Jazz, cuja primeira emissão se dá no dia 21 de  Fevereiro de 1966.  Premiado, em 2014, com o Prémio de Melhor Programa de Rádio pela Sociedade Portuguesa de Autores, e que em 2022 era o programa diário mais antigo da rádio portuguesa.  Ao longo da sua carreira, José Duarte irá assinar outros programas de rádio entre eles, Pão com Manteiga, À Volta da Meia-Noite e o conhecido A Menina Dança?, emitido pela Antena 1, até 2012. 
Paralelamente, organizou concertos com nomes do jazz como Steve Lacy, cujo concerto no Monumental a propósito do 6º aniversário do 5 minutos de Jazz, deu origem ao primeiro disco de jazz ao vivo, com músicos estrangeiros gravado em Portugal, intitulado Estilhaços. 
Para além disto, foi por várias vezes conferencista, colaborou com várias revistas internacionais e com a Fonoteca Municipal de Lisboa; apresentou programas sobre jazz na televisão portuguesa e fundou na Universidade de Aveiro a cadeira de Jazz.  Tendo, em 2005, doado a sua colecção de discos e documentação (livros, revistas, discos, dvd, entre outros) a esta universidade, o que levou à criação do Centro de Estudos de Jazz (CEJ), que se dedica à investigação sobre a prática e a história deste estilo musical. 
José Duarte faleceu a 30 de março de 2023 aos 84 anos, na sua casa em Lisboa. 

## Prémios e Reconhecimento
Ao longo da sua carreira José Duarte viu o seu trabalho reconhecido por diversas entidades portuguesas: 
- 2004 - O Ministério da Cultura português distinguiu-o com a Medalha de Mérito Cultural
- 2005 - É galardoada com a Medalha de Honra da Medalha de Honra da Sociedade Portuguesa de Autores (SPA)
- 2008 - A Câmara Municipal de Lisboa, distingui-o com a Medalha Municipal de Mérito-Ouro
- 2009 - É homenageado pela Universidade do Algarve.

O Estado Português condecora-o em 2009, tornando-o Grande Oficial da Ordem de Mérito. 
Em 2016, o realizador Jorge Paixão da Costa presta-lhe homenagem e ao seu programa 5 Minutos de Jazz, com o documentário Jazzé Duarte. 
O seu livro História do Jazz foi uma das leituras recomendadas do Plano Nacional de Leitura, para o ensino secundário.
Aquando da sua morte foram várias as personalidades portuguesas que manifestaram o seu pesar, entre elas o então Presidente da República, Marcelo Rebelo de Sousa, o ministro da cultura Pedro Adão e Silva,  Pedro Moreira (presidente do Hot Club Português), o pianista Mário Laginha, Nuno Galopim (director da Antena1) e a investigadora Susana Sardo. 

## Obras Seleccionadas
Escreveu os livros: 
- 1981 - João na Terra do Jaze, editora A Regra do Jogo
- 1994 - Jazzé e Outras Músicas, editora Cotovia, ISBN 972-8028-35-0
- 2000 - Cinco Minutos de Jazz, editora Oficina do Livro, ISBN 972-8579-11-X
- 2000 - História do Jazz, Sextante Editora, ISBN 978-989-8093-88-2
- 2001 - Jazz, Escute e Olhe: Portugal 1971-2001, editora Almedina, ISBN 972-40-1617-X
- 2004 - Poezz: jazz na poesia em língua portuguesa, editora Almedina ISBN 972-40-2203-X
- 2011 - Jazzé e Outras Músicas, Sextante Editora, ISBN 978-989-676-047-2
- 2019 - 5 de Minutos de Jazz, PIM edições, ISBN 9789898881168

## Ligações Externas
- RTP | Programa 5 Minutos de JAZZ (1966 -  )
- Arquivos RTP | José Duarte entrevistado no programa A Força das Coisas (2009)

- Universidade de Aveiro | Entrevista a José Duarte (2017)

- ESEC TV | Cinquenta Anos para Cinco Minutos de Jazz: José Duarte (2016)